# Гусичи
Гусичи (на хърватски: Gusići) са аристократичен хърватски род, един от дванадесетте знатни рода формирали Хърватското царство.
Родът управлява регионите Кърбава и Лика със седалище в Удбина. По време на османското нашествие XV-XVI век се преселва на северозапад към по-защитени от турските набези земи. В Гацка жупа, една от най-старите хърватски области, те издигат крепостта Гусичград, която през 1575 г. е разорена от османците и Гусичи са принудени да продължат разселването си към свободните краища на Хърватия, установявайки се в Сен, където изпълняват различни военни длъжности, а по-късно в Огулин.
Павел Гусич е един от поддръжниците на Хърватско-унгарската уния (Pacta conventa), сключена между хърватските боляри и унгарския крал Калман Книжник през 1102 г.
В началото на XIV век Киряк Гусич дава началото на ново разклонение на рода като неговите потомци оттук насетне приемат името Курияковичи. Няколко от наследниците му служат като банове на Хърватия.
На 21 април 1701 г. Гусичи получават от астрийския крал титлата барон и герб. През същото столетие родът се разделя на още два клона – Изачичи и Кръчеличи.
Днес потомци на Гусичите все още живеят в Хърватия и в градче близо до Ново место, Словения.